# Prometheum
Prometheum ist eine Pflanzengattung aus der Familie der Dickblattgewächse (Crassulaceae). Der botanische Name der Gattung leitet sich von Prometheus ab, der den Menschen nach der griechischen Mythologie das Feuer gebracht haben soll. Manche Autoren. verweisen auf die blutroten Blüten von Prometheum pilosum. Alwin Berger, der Urheber des Namens dachte aber eher daran, dass diese Arten – wie Prometheus – an Felsen im Kaukasus „geschmiedet“ seien.

## Beschreibung
Die Arten der Gattung Prometheum sind ausdauernde oder ein- bis zweijährige hapaxanthe krautige Pflanzen die für gewöhnlich dicht und fein drüsig-flaumhaarig sind. Ihre dichten Rosetten sind abgeflacht-kugelförmig mit sitzenden, wechselständig angeordneten, sukkulenten Laubblättern, die flach bis halb stielrund und länglich bis verkehrt eiförmig-spatelig sind.
Der endständige oder seitliche, in der Regel kräftige Blütenstand wird bis zu 25 Zentimeter lang, ist zymös oder ebensträußig und besteht aus zwei bis zahlreichen, manchmal gabeligen, Wickeln. Jede der kurz gestielten, fünfzähligen Blüte hat eine für gewöhnlich winzige Braktee. Die Kelchblätter sind breit sitzend. Die gelben, cremeweißen, rosafarbenen oder roten Kronblätter sind auf weniger als der Hälfte ihrer Länge miteinander verwachsen. Die Kronzipfel sind ausgebreitet bis fast aufrecht.
Die Frucht ist eine Balgfrucht. Die darin enthaltenen Samen sind länglich-eiförmig und gerippt.

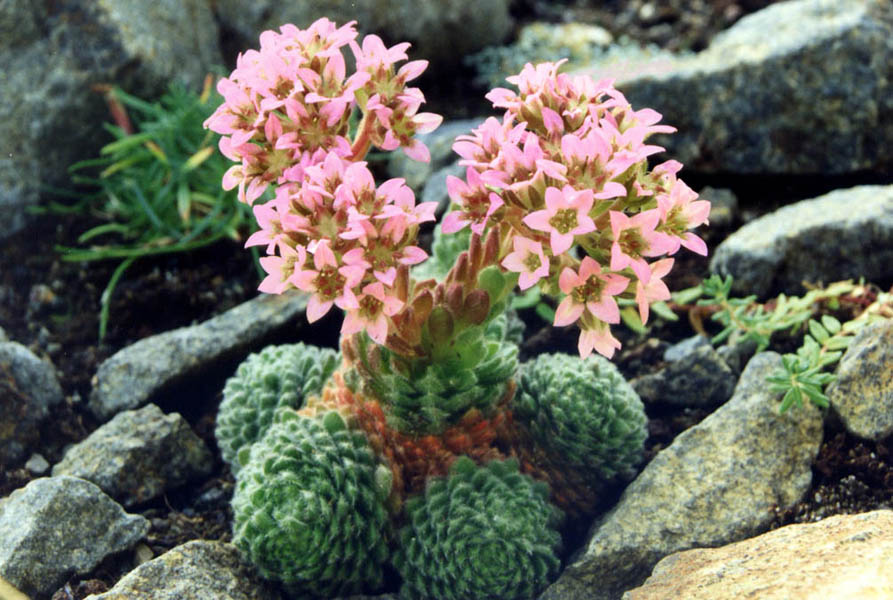
Prometheum pilosum

## Systematik und Verbreitung
Die Gattung Prometheum ist im Norden Griechenlands, in der Türkei, in Armenien, im Kaukasus und im Norden Irans in meist großen Höhenlagen verbreitet. Nach Henk 't Hart (1944–2000) besteht die Gattung Prometheum aus den Arten:
- Prometheum aizoon (Fenzl) 't Hart (Syn.: Rosularia aizoon (Fenzl) A. Berger, Chaloupkaea aizoon (Fenzl) Niederle): Türkei bis südliches Transkaukasien.[4]
- Prometheum chrysanthum (Boiss. & Heldr.) 't Hart (Syn.: Rosularia chrysantha (Boiss. & Heldr.) Takht., Chaloupkaea chrysantha (Boiss. & Heldr.) Niederle): Südwestliche und südliche Türkei.[4]
- Prometheum muratdaghense (Kit Tan) 't Hart (Syn.: Chaloupkaea muratdaghensis (Kit Tan) Niederle): Westliche Türkei.[4]
- Prometheum pilosum (M. Bieb.) H. Ohba (Syn.: Sedum pilosum M. Bieb.): Nordöstliche Türkei bis nordwestlicher Iran.[5]
- Prometheum rechingeri (C.-A. Jansson) 't Hart (Syn.: Rosularia rechingeri C.-A. Jansson, Chaloupkaea rechingeri (C.-A.Jansson) Niederle): Südöstliche Türkei bis nördlicher Irak.[4]
- Prometheum sempervivoides (M. Bieb.) H. Ohba: Türkei bis nördliches und nordwestlicher Iran.[5]
- Prometheum serpentinicum (Werderm.) 't Hart (Syn.: Rosularia serpentinica (Werderm.) Muirhead, Chaloupkaea serpentinica (Werderm.) Niederle): Sie kommt in der südwestlichen Türkei vor.[4] Mit den Varietäten:
  - Prometheum serpentinicum var. giganteum (Eggli) 't Hart (Syn.: Rosularia serpentinica (Werderm.) Muirhead var. gigantea Eggli, Chaloupkaea gigantea (Eggli) Niederle)
  - Prometheum serpentinicum var. serpentinicum
- Prometheum tymphaeum (Quézel & Contandr.) 't Hart (Syn.: Sedum tymphaeum Quézel & Contandr.): Sie kommt nur in Griechenland vor.[6] Sie wird von K. Marhold (2011) zu Sedum gestellt.[7]

## Nachweise